# RTF Télévision 2
RTF Télévision 2, également appelée deuxième chaîne de la RTF, est une chaîne de télévision généraliste publique nationale française de la Radiodiffusion-télévision française ayant commencé à émettre le 10 septembre 1959 uniquement à Paris et sa région puis est lancée officiellement le 18 avril 1964 sur le plan national, est une chaîne de télévision généraliste nationale française publique de la RTF diffusée jusqu'au 25 juillet 1964, devenant la Deuxième chaîne de l'ORTF. La deuxième chaîne publique nationale prend la dénomination d'Antenne 2 en 1975 lors de l'éclatement de l'ORTF puis après la constitution du nouveau groupe public France Télévisions en 1992, elle devient France 2.
La Deuxième chaîne s'ajoute à la Première chaîne de la RTF lancée en 1949, devenant TF1 en 1975 et est complétée en décembre 1972, par la Troisième chaîne couleur de l'ORTF, devenue successivement FR3 en 1975 puis France 3 en 1992.
Lors de l'éclatement de l'ORTF, la deuxième chaîne publique nationale prend la dénomination d'Antenne 2 en 1975 puis après la constitution du nouveau groupe public France Télévisions en 1992, elle devient France 2.

## Histoire de la chaîne
Début mai 1959, le gouvernement annonce la création d'une seconde chaîne de télévision à la Radiodiffusion-télévision française (RTF). Les services techniques de la RTF procèdent à plusieurs essais en vue de diffuser depuis l'émetteur de la tour Eiffel un deuxième programme au standard 819 lignes VHF aux mêmes normes que l'unique chaîne alors en service sur le canal 8A.
Le tout premier essai de la deuxième chaîne de la RTF a lieu le 10 septembre 1959 sur les canaux 10 et 12 de la bande III. Elle est censée démarrer officiellement le 2 janvier 1960 sur ces canaux, mais les transmissions sur les canaux voisins (pour permettre la réception avec la même antenne) se soldent par des échecs, la réception étant fortement brouillée sur l'une ou l'autre des deux fréquences. Le recours à une diffusion sur la nouvelle bande de fréquences UHF (471-860 MHz, canaux 21 à 65), associée à la définition au format 625 lignes créé par les Russes à la fin des années 1940 et en usage dans la quasi-totalité des pays européens, s'avère alors indispensable pour cette nouvelle deuxième chaîne de télévision de la RTF, laquelle obtient en mai 1962 les crédits nécessaires du gouvernement pour sa mise en place.

### Expérimentation et télédiffusion en couleur
Pour ne pas subir l'adoption du standard de télévision couleur nord-américain NTSC, le 25 mai 1956, l'ingénieur français Henri de France dépose un premier brevet du standard couleur SECAM. Durant plusieurs années, il tente de l'associer à la norme haute définition noir et blanc française en 819 lignes. Mais au cours de l'année 1960, Henri de France abandonne ces développements alors que la future deuxième chaîne nationale française choisit officiellement la norme européenne à 625 lignes. Entre 1960 et 1967, où la télédiffusion en couleur est officiellement exploitée pour la deuxième chaîne nationale française, plusieurs étapes marquent son développement.
Le 20 décembre 1961, le premier émetteur 625 lignes au standard couleur SECAM est installé sur la tour Eiffel à Paris et commence à diffuser des émissions expérimentales en couleur. Jusqu'en 1967, le SECAM est exploité à plusieurs reprises de façon régulière par la 1re chaîne sans succès afin de préparer la mise en place de la couleur sur la 2e chaîne. Ces émissions d'essai en couleur étaient restreintes à la région parisienne et réalisées sur l'unique chaîne (diffusée en 819 lignes) en raison de deux matins par semaine (généralement mardi et jeudi) entre 10 h et 12 h,.
Le 16 mai 1963, la tour Eiffel permet au puissant émetteur expérimental (100 kW) de la deuxième chaîne RTF, de diffuser notamment un programme en couleur SECAM sur le canal 22 en UHF. En juillet 1963, la deuxième chaîne RTF diffuse des émission quotidienne et en couleur SECAM, dont notamment plusieurs mires en couleur ainsi que la légendaire photographie du visage souriant de « la Niçoise ».
Le 13 septembre 1963, la deuxième chaîne de la RTF procède à une expérimentation publique de télédiffusion en SECAM. En même temps, au salon international de la radio et la television de Paris, la première transmission de longue distance de télévision en couleur a lieu entre Paris et Marseille,.
À l'époque de l'ORTF, les émissions expérimentales quotidiennes en SECAM sur la 1re chaîne sont maintenues jusqu'à l'inauguration officielle de la couleur sur la 2e chaîne,,.

### Fin 1963: Ouverture d'antenne en noir et blanc
RTF Télévision 2, que l'on nomme communément la deuxième chaîne, émet un premier programme en noir et blanc uniquement sur la région parisienne, le 21 décembre 1963. Après l'annonce de bienvenue de la speakerine Michèle Demai, Robert Bordaz, directeur général de la RTF, proclame officiellement le lancement de la deuxième chaîne. Suit une courte apparition d'une seconde speakerine, Renée Legrand, puis d'une troisième, Denise Fabre faisant le lancement de l’émission Du côté de la musique avec le film La Guitare, réalisé par Claude Boissol sur une musique interprétée par Francisco Sera et Georges Moustaki. La diffusion s'opère sur le canal 22 UHF de l'émetteur de la tour Eiffel, repris simultanément sur la première chaîne afin de permettre aux téléspectateurs encore peu équipés de postes récepteurs UHF de la découvrir. En plus de Renée Legrand, officiant depuis les préparatifs de cette 2ème chaîne, Denise Fabre, Michelle Demai et Chantal Alban sont également engagées comme speakerines. Des programmes expérimentaux sont ensuite diffusés deux fois par semaine (le week-end) dès le 4 janvier 1964.
La diffusion du programme quotidien régulier débute le 18 avril 1964 à 19h, date et heure de son inauguration officielle en présence du directeur général de la RTF, Robert Bordaz, sur les émetteurs de Paris-tour Eiffel et Lyon-Fourvière, puis sur celui de Bouvigny à la fin mai et de Marseille à la fin juin.
En 1964, le standard couleur SECAM est officiellement adopté par la France et l'Union soviétique.
Les réformes de la radiodiffusion et télévision s'achèvent le 27 juin 1964 avec le remplacement de la RTF par l'Office de radiodiffusion télévision française (ORTF) dont le statut gagne en autonomie en n'étant plus placée que sous la tutelle du ministère de l'Information afin de contrôler le respect de ses obligations de service public. Âgée de seulement quelques mois, RTF Télévision 2 ferme son antenne le vendredi 24 juillet 1964 en fin de soirée et laisse la place le lendemain à ORTF Télévision 2, également appelée deuxième chaîne de l'ORTF.

## Identité visuelle
La deuxième chaîne de la RTF ne dispose pas de logo propre lors de sa création. Elle reprend le sigle RTF Télévision de la première chaîne avec une indication RTF Télévision 2 en début d'indicatif d'ouverture d'antenne, lequel anime un fond bicolore noir et blanc et un cercle de flèches se transformant en ellipses pour former le logo RTF Télévision, évoquant aussi bien des ondes radioélectriques que le système solaire ou la course d'un électron dans un univers fermé, sur un thème musical de R. David et J.-P. Calvet intitulé Au-delà de l'espace.

## Organisation

### Capital
RTF Télévision 2 est un service de la Radiodiffusion-télévision française, établissement public à caractère industriel et commercial dont le capital est détenu à 100 % par l'État.

### Sièges
La direction générale de la Radiodiffusion-télévision française siège dans la nouvelle « Maison » de la RTF au 116 avenue du Président-Kennedy, dans le 16e arrondissement de Paris.
La direction de la télévision, les studios, régies et locaux techniques sont répartis entre les huit étages du Centre Alfred Lelluch, situé au 13-15 rue Cognacq-Jay dans le 7e arrondissement, et les vastes studios modernes des Buttes Chaumont produisant la quasi-totalité des programmes diffusés.

## Programmes
À partir du 18 avril 1964, les programmes de RTF Télévision 2, diffusés vingt-trois heures par semaine, sont conçus pour être récréatifs et gais, et surtout complémentaires de ceux diffusés sur la première chaîne afin d'offrir aux téléspectateurs la possibilité d'effectuer un choix de programmes entre les deux chaînes de télévision de la RTF. Avec cette deuxième chaîne, la RTF souhaite explorer des genres nouveaux en faisant appel à l'imagination des auteurs.
Une semaine après le lancement de cette deuxième chaîne, un micro-trottoir présenté par André Leclerc (le complice de Jean Nohain dans l'émission 36 Chandelles) est diffusé à sur RTF Télévision (Première Chaîne) dans le cadre de l'émission Au-delà de l'écran pour faire connaître les premières réactions des téléspectateurs.

### Séries
Voici une liste de séries diffusées sur RTF Télévision 2, classées par origine et ordre de diffusion :
Séries françaises
- Rocambole (18 avril 1964)

Séries américaines
- Hong Kong (17 mai 1964)

Séries australiennes
- Le Courrier du désert (26 avril 1964)

Séries britanniques
- Sir Francis Drake, le corsaire de la reine (25 avril 1964)
- Le Saint (6 mai 1964)
- Ici Interpol (16 mai 1964)

### Présentateurs et animateurs
- Pierre Bellemare
- Jean Poiret
- Jacques Rouland

### Speakerines
- Chantal Alban
- Michelle Demai
- Denise Fabre
- Renée Legrand

## Audience
RTF Télévision 2 n'est reçue que par 20 % des Français et son audience en souffre grandement.

## Diffusion
RTF Télévision 2 est diffusée par la régie de diffusion de la RTF en bande IV au standard européen de 625 lignes sur le nouveau réseau d'émetteurs analogiques hertziens UHF de Paris-tour Eiffel (canal 22) et de Lyon-Fourvière (canal 58) en janvier 1963, puis de Bouvigny (canal 21) à la fin mai 1964 et de Marseille à la fin juin 1964. La chaîne a exploité le canal 2 en France dans la bande VHF.